# Ronald Mark Evans
Ronald Mark Evans (Los Angeles, 17 april 1949) is een Amerikaans hoogleraar en bioloog. Hij onderzoekt de rol die hormonen spelen bij de regulatie van de stofwisseling, zowel bij gezonde als bij zieke mensen. Een belangrijk resultaat van Evans lab was de ontdekking van een grote familie van moleculen, genaamd receptoren die reageren op verschillende steroïde hormonen, vitamine A en schildklierhormonen. Deze hormonen controleren veel aspecten van de fysiologie zoals suiker-, zout-, calcium- en vetstofwisseling. Zijn onderzoek kan leiden tot nieuwe behandelingen van metabole ziekten en kanker, evenals het beïnvloeden van onze dagelijkse gezondheid. 

## Opleiding
Evans ontving zijn Bachelor of Science en PhD-graad (doctors titel) in de Microbiologie en Immunologie van de Universiteit van California in Los Angeles, gevolgd door een postdoctorale opleiding aan de Rockefeller University bij James E. Darnell.

## Werkzaamheden
In 1978 werd Evans faculteitslid van het Salk Institute for Biological Studies in La Jolla, California en Assistent professor in de biologie, de biomedische wetenschap en Neuroscience bij de Universiteit van California in San Diego (UCSD)(1985, 1989, 1995). In 1998 werd hij hoogleraar op de leerstoel voor Moleculaire- en Ontwikkelings Neurobiologie en directeur van het Gene Expression Laboratory van het Salk Institute in La Jolla, VS. Ook is hij onderzoeker aan het Howard Hughes Medical Institute.

## Onderscheidingen
- 2014 Eredoctoraat aan de Rijksuniversiteit Groningen[3] wegens zijn ontdekking van de rol van hormonen in de regulatie van het metabolisme. Hij ontdekte een familie van moleculen, genaamd nucleaire receptoren die worden geactiveerd door bepaalde hormonen en vitaminen. Deze hormonen helpen de manier waarop het lichaam bijvoorbeeld suiker, zout, calcium en vet verwerkt. De ontdekking van deze ontbrekende schakel in de regulatie van het metabolisme leidt tot nieuwe, veelbelovende behandelingen van metabole ziekten zoals kanker en astma. Daarnaast leert deze kennis ons meer over gezondheidsproblemen zoals obesitas en diabetes hetgeen kan leiden tot een significante verbetering van de gezondheid in het algemeen, met name in samenlevingen waar rijke en vette voedingsmiddelen populair zijn.
- 2012 De Wolf Prize in Medicine
- 2007 De Albany Medical Center Prize (gedeeld met Solomon H. Snyder en Robert J. Lefkowitz)
- 2006 De Harvey Prize
- 2006 De Gairdner Foundation International Award
- 2005 De Dickson Prize
- 2005 De Grande Médaille D'Or
- 2005 De Glenn T. Seaborg Medal
- 2004 De Albert Lasker Award for Basic Medical Research[4] (gedeeld met Pierre Chambon en Elwood V. Jensen)
- 2003 De Keio Medical Science Prize
- 1999 De Fred Conrad Koch award
- 1994 California Wetenschapper van het jaar
- 1993 The Edwin B. Astwood Lecture award

## Recente publicaties
- Insights into negative regulation by the glucocorticoid receptor from genome-wide profiling of inflammatory cistromes (2013)
- A Role for Vitamin D in liver disease and cancer (2013)
- A PPARγ-FGF1 axis is required for adaptive adipose remodelling and metabolic homeostasis (2012)